# Atletica leggera ai XIX Giochi del Mediterraneo - Mezza maratona femminile
La mezza maratona femminile ai XIX Giochi del Mediterraneo si è svolta il 1º luglio 2022.

## Calendario
| Data      | Ora  | Turno  |
| --------- | ---- | ------ |
| 1º luglio | 8:00 | Finale |

## Risultati

### Finale
| Posizione | Atleta             | Nazionalità | Tempo    | Note                                     |
| --------- | ------------------ | ----------- | -------- | ---------------------------------------- |
| Oro       | Giovanna Epis      | Italia      | 1h13'47" | Miglior prestazione personale stagionale |
| Argento   | Hanane Qallouj     | Marocco     | 1h13'53" | Miglior prestazione personale stagionale |
| Bronzo    | Rkia El Moukim     | Marocco     | 1h14'05" |                                          |
| 4         | Mereyem Erdogan    | Turchia     | 1h14'11" |                                          |
| 5         | Margaux Sieracki   | Francia     | 1h14'16" |                                          |
| 6         | Mélody Julien      | Francia     | 1h15'39" | Miglior prestazione personale stagionale |
| 7         | Rebecca Lonedo     | Italia      | 1h15'49" |                                          |
| 8         | Méline Rollin      | Francia     | 1h17'08" |                                          |
| 9         | Malika Benderbal   | Algeria     | 1h17'38" | Miglior prestazione personale stagionale |
| 10        | Souad Ait Salem    | Algeria     | 1h18'24" | Miglior prestazione personale stagionale |
| 11        | Lisa Marie Bezzina | Malta       | 1h28'02" |                                          |
| -         | Nawal Yahi         | Algeria     | dnf      |                                          |